# Икухара, Кунихико
Кунихико Икухара (яп. 幾原邦彦 Икухара Кунихико, род. 21 декабря 1964 года) — японский художник, работавший над несколькими известными аниме и манга-сериями. Наиболее известен своей ролью в создании и режиссировании Revolutionary Girl Utena.

## Личная жизнь
Икухара родился 21 декабря 1964 года в городе Комацусима префектуры Токусима. Он изучал графический дизайн в городском колледже Комацусимы, а после выпуска начал работать на Toei Animation в Токио. Он работал помощником режиссёра у Дзюнъити Сато над Maple Town Monogatari, Akuma-kun, Toushou!! Ramen-man и Mooretsu Atarou, а также режиссировал отдельные серии Kingyo Chuuihou! и «Сейлор Мун».
Аниме «Сейлор Мун» стало самой известной из работ Икухары в Toei. Он режиссировал множество серий в ходе выпуска сериала, во время второго сезона он даже сменил Дзюнъити Сато на посту главного режиссёра. Кроме того, его работой является первый полнометражный фильм в этой серии Sailor Moon R: the Movie.

## Утэна
Недовольный контролем над его творчеством и оплатой труда, Икухара покинул Toei после четвёртого сезона «Сейлор Мун» в 1996 году и создал свою собственную творческую группу — Be-Papas, в которую кроме него вошли известная сёдзё-мангака Тихо Сайто, аниматор Хасэгава Синъя (руководитель анимацией в телесериале Neon Genesis Evangelion), писатель Энокидо Ёдзи и продюсер Окуро Юитиро. Be-Papas выпустили аниме и манга-серию «Юная революционерка Утэна» (Shōjo Kakumei Utena).

## Важнейшие работы
- «Юная революционерка Утэна», манга и анимационный сериал, 1996-97 годы
- Adolescence of Utena, анимационный фильм, 1999 год
- Mawaru Penguindrum, анимационный сериал, 2011 год
- Yuri Kuma Arashi, анимационный сериал, 2015 год
- Sarazanmai, анимационный сериал, 2019 год